# Михаил Христов (революционер)
Вижте пояснителната страница за други личности с името Михаил Христов.
Михаил Христов Христов с псевдоним Врабец или Врабецо е български революционер, деец на Вътрешната македоно-одринска революционна организация.

## Биография
Михаил Христов е роден на 16 септември 1879 година в Битоля, тогава в Османската империя. Завършва четвърто отделение в училище и се занимава със земеделие. През 1900 година се присъединява към ВМОРО и действа като терорист на организацията. След това е четник при Георги Сугарев, а през Илинденско-Преображенското въстание е помощник войвода на Тодор Златков. След потушаването на въстанието до есента на 1904 година е войвода в Мариово. Участва в битките при Дуне, Беловодица, Будимирци, Паралово, където е ранен и след което емигрира в САЩ.
През 1923 година се връща в Битоля, но е преследван от новите сръбски власти. На 6 март 1943 година, като жител на Битоля, подава молба за българска народна пенсия, която е одобрена и отпусната от Министерския съвет.